# 正日峰
正日峰（チョンイルボン、朝鮮語: 정일봉）は、朝鮮民主主義人民共和国両江道三池淵市白頭山密営洞にある白頭山の一部を構成する山。1988年以前は将帥峯（장수봉）と呼ばれていた。
朝鮮民主主義人民共和国の公式声明では同国第2代最高指導者であった金正日の「生誕地」とされている。近くに金一族の別荘、白頭山官邸がある。

## 自然
標高1,793メートルである。白頭山の噴火以前の植生が保存されているのが特徴である。

## 現在
1974年、金正日が金日成の後継者に決まると、金日成は白頭山をたずね、風光明媚な箇所を選んで、そこが金正日の生まれた白頭山密営の跡地だと語り、背後の山を「正日峰」と名付けた。
正日峰の絶壁には、赤いチョソングルで「정일봉」（正日峰）と刻まれた花崗岩の石板が付いており、質量は216tである。
金日成は80歳の誕生日に、50歳の金正日に「白頭山頂 正日峰」ではじまる漢詩「光明星賛歌」をつくり、これを贈った。